# 신진운수
신진운수(新進運輸)는 서울특별시 강남구의 옛 시내버스 회사였고, 본사는 서울특별시 강남구 일원동 731번지에 위치해 있었다.

## 주요 연혁
- 1960년: 성동구 옥수동 244-1번지에서 회사 설립
- 1979년: 도시형버스 75번을 신성교통에 매각하였다.
- 1984년: 본사 및 차고지를 성동구 옥수동 244-1번지에서 강남구 일원동 731번지로 이전하였다. 동시에 도시형버스 55-2번(현 지선버스 5517번), 73번(현 지선버스 7017번) 등을 범양여객(훗날 선진여객, 현 선진운수)에 매각하였다.
- 1988년 12월: 안남운수(현 군포교통)에서 도시형버스 98-1번을 인수받았다.[1]
- 1993년 8월 10일: 도시형버스 98-1번이 폐선되었다.
- 1996년 4월: 도시형버스 74번(현 지선버스 7021번)을 한성교통(현 보광교통)에 감차로 인한 잉여 면허들을 대성운수, 대진여객 등에 각각 매각하였다.
- 2000년 4월 10일: 경영악화로 파산. 차고지 및 노선은 진화운수에 매각되었다.

## 과거 운행노선
도시형버스
- 55-2번 :
- 73번 :
- 73-1번：
- 74번 :
- 74-1번 :
- 75번 :
- 83번: 수서동 - 수서역 - 삼성의료원 입구 - 개포주공3,4,5단지 - 개포동역 - 대치역 - 도곡역 - 한티역 - 도곡사거리 - 영동14단지 - 강남보건소 - 강남구청역 - 영동1,3단지 - 신사역 - 한남대교 - 순천향대병원 - 블루스퀘어 - 북한남삼거리 - 하얏트호텔 - 남산체육관 - 보성여중고입구 - 남산도서관 → 백범광장 → 숭례문 (회현역, 남대문시장) → 서울특별시청 (시청역, 삼성프라자) → 서울신문사 (청계광장) → 세종문화회관 (광화문역, 정부중앙청사) → 서울특별시청 (시청역, 삼성프라자) → 숭례문 (서울역, 남대문시장) → 남산도서관 (현 지선버스 3011번. 개편 후 지선버스 4411번으로 변경되어 신사역 - 서울역 구간이 단축되었으나 2005년 6월 1일 폐선되었다. 이후 서울시내버스 정기노선조정정책에 의거 2010년 1월 8일 지선버스 3011번이 신설되어 수서역 - 한남동 구간 중 90%가 부활되어 도시형버스 83번의 명맥을 다시 유지할 수 있게 되었다.)
- 83-1번: 수서역 - 일원역 (삼성의료원) - 일원터널 - 개포주공3,4,5단지 - 개포동역 - 대모산입구역 - 학여울역 (서울무역전시컨벤션센터) - 대치역 - 도곡역 - 매봉역 - 양재역 (서초구청) - 강남역 - 신논현역 (교보타워사거리) - 논현역 - 신사역 - 한남대교 - 순천향대병원 - 블루스퀘어 - 북한남삼거리 - 하얏트호텔 - 남산체육관 - 보성여중고입구 - 남산도서관 → 백범광장 → 숭례문 (회현역, 남대문시장) → 서울특별시청 (시청역, 삼성프라자) → 서울신문사 (청계광장) → 세종문화회관 (광화문역, 정부중앙청사) → 서울특별시청 (시청역, 삼성프라자) → 숭례문 (서울역, 남대문시장) → 남산도서관 (현 간선버스 402번. 이후 2009년 1월 12일 장지공영차고지로 연장되었다.)
- 98-1번 :
- 288번: 수서동 - 수서역 - 일원역 - 삼성의료원 입구 - 대청역 - 개포주공 3,4,5,6,7,8단지 - 개포동역 - 개포주공 1,2단지 - 도곡역 - 한티역 - 영동세브란스 - 역삼시장 - 무지개아파트 - 남부터미널역 - 서울고등학교, 상문고등학교 - 방배역 - 방배동 - 동작역 - 흑석동 (개편 후 지선버스 4511번으로 변경되어 개포동 - 상도동으로 재편. 도선여객에 노선만 매각하였으나 2005년 폐지되었다. 현재 뱅뱅사거리 - 내방역 구간은 우신운수에서 운행하는 지선버스 4319번이 대체하고 있다.)
- 414번: 우면동 - 교육개발원 - 양재역 - 뱅뱅사거리 - 우성아파트 - 강남역 - 교보타워사거리 - 논현역 - 신사역 (2000년 중반 서울승합에 매각하였다. 개편 후 지선버스 4417번으로 변경되었으나 2006년 4월 13일 지선버스 3412번 (구 21-2번 → 구 500번 (도시형버스), 2기노선) (상일동역 - 종합운동장역)과 통폐합되어 강동공영차고지 - 우면동 노선으로 재편되었다.)

좌석버스
- 774번 :